# آربوریو
آربوریو (به ایتالیایی: Arborio) یک کومونه در ایتالیا است که در استان ورسلی واقع شده‌است.

## خصوصیات
آربوریو ۲۳٫۲ کیلومترمربع مساحت و ۱٬۰۳۵ نفر جمعیت دارد.